# 가야하라 마사조
가야하라 마사조(일본어: 栢原 昌三, ? ~ 1924년 3월)는 일본의 역사학자이다.
1922년 12월 조선사편찬위원회에 편찬위원으로 참가하여, 1923년 8월 구로이타 가쓰미와 함께 제주도, 쓰시마섬에 건너가 소씨 관련 문서 등의 사료 수집 작업을 수행하였고, 같은 해 사료 수집 복명서를 작성하였다. 이후 조선사 편찬과 관련하여 자료의 정리 조사를 계획하였으나 1924년 3월 사망하였다.

## 저서
- 《하타모토와 마치얏코(旗本と町奴)》, 국사강습회, 1922년

## 참고 문헌
- 조선총독부 조선사 편수회 편, 《조선사편수회사업개요》, 1938년
- 후루카와 유키(古川祐貴), 〈조선사편찬위원 가야하라 마사조의 〈소 가 문고〉 조사(朝鮮史編纂委員・栢原昌三の「宗家文庫」調査)〉, 사에키 고지(佐伯弘次) 편, 《아시아 유학 177 중세의 쓰시마》, 벤세이 출판, 2014년